# Redding, California
Redding, California là một thành phố thuộc quận trong tiểu bang California, Hoa Kỳ. Thành phố có tổng diện tích 158,442 km², trong đó diện tích đất là 154,485 km² còn lại là diện tích mặt nước. Theo điều tra dân số Hoa Kỳ năm 2010, thành phố có dân số 89.861 người.
Redding là một thành phố ở viễn Bắc California. Nó là quận lỵ quận Shasta, California. Với dân số 89.861, theo điều tra dân số 2010. Redding là phía bắc thành phố lớn nhất của tiểu bang ở phía bắc thành phố Sacramento và của khu vực Shasta Cascade và là thành phố lớn thứ tư ở thung lũng Sacramento phía sau Sacramento, Elk Grove, và Roseville.